# Dressleria
Dressleria é um género botânico pertencente à família das orquídeas (Orchidaceae).

## Espécies
1. Dressleria allenii  H.G.Hills (2000)
2. Dressleria aurorae  H.G.Hills & D.E.Benn. (1995)
3. Dressleria bennettii  H.G.Hills & Christenson (1995)
4. Dressleria dilecta  (Rchb.f.) Dodson (1975) - espécie tipo -
5. Dressleria dodsoniana  H.G.Hills (2006)
6. Dressleria eburnea  (Rolfe) Dodson (1975)
7. Dressleria fragrans  Dodson (1998)
8. Dressleria helleri  Dodson (1975)
9. Dressleria kalbreyeri  H.G.Hills (2000)
10. Dressleria kerryae  H.G.Hills (2000)
11. Dressleria severiniana  H.G.Hills  (1993